# Baba ganuš

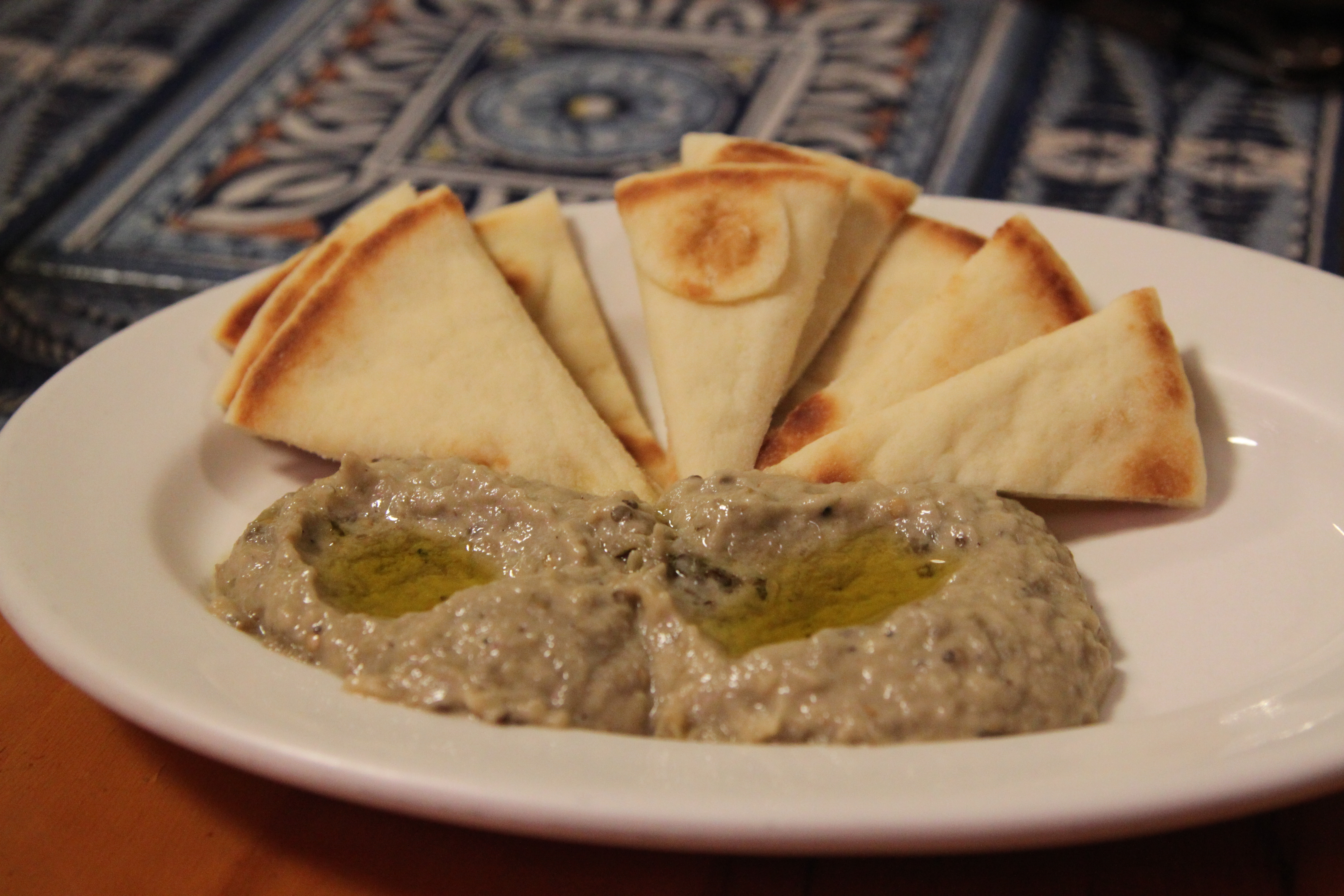
Baba ganuš

Baba ganuš (baba ghanoush) je pokrm z lilku, který pochází z Levanty na Blízkém východě. Jeho použití je jako předkrm a pomazánka.
Na počátku přípravy jídla je lilek důkladně upečen v troubě, slupka má být lehce spálená, aby dužnina získala jemně uzenou příchuť. Počkejte, až lilek vychladne, než s ním začnete manipulovat. Na další přípravu se používá pouze dužina, opálenou slupku je třeba oloupat a vyhodit. Dužnina se musí důkladně rozmixovat. 
Receptů na přípravu baba ganuš existuje celá řada. Nejčastěji se lze setkat s tahini, česnekem, římským kmínem, nechybí olivový olej, sůl a citrónová šťáva. Někdy se přidává i cibule, rajčata, pepř, nebo chilli. Z bylinných natí petržel a koriandr. Na závěr pro vizuální dojem možno posypat římským kmínem a lehce pokapat olivovým olejem.
Pokrm je oblíbený například v Arménii, Egyptě, Palestině, Izraeli, Jordánsku, Libanonu a Sýrii.